# Сотіріос Папаяннопулос
Сотіріос Папаяннопулос (швед. Sotirios Papagiannopoulos, грец. Σωτήριος Παπαγιαννόπουλος нар. 5 вересня 1990, Стокгольм, Швеція) — шведський футболіст грецького походження, захисник клубу «АІК».

## Клубна кар'єра
Народився 5 вересня 1990 року в місті Стокгольм. Вихованець футбольної школи клубу АІК.
У дорослому футболі дебютував 2009 року виступами за команду клубу «Весбю Юнайтед», в якій провів один сезон, взявши участь у 28 матчах чемпіонату. 
Сезон 2010—2011 провів у оренді в «Акрополісі» з Сундбіберга.
2012 року уклав контракт з клубом «Ассиріска ФФ», у складі якого провів наступні два роки своєї кар'єри гравця. Більшість часу, проведеного у складі «Ассиріски», був основним гравцем захисту команди.
З 2014 по 2015 рік захищав кольори грецького клубу ПАОК. 
До складу клубу «Естерсунд» приєднався 2015 року. Відіграв за команду з Естерсунда 64 матчі в національному чемпіонаті.
2018 року перейшов до складу команди «Копенгаген».
2020 року підписав контракт з шведським клубом «АІК».

## Виступи за збірну
2009 року дебютував у складі юнацької збірної Швеції, за яку зіграв у 3 матчах.
7 січня 2018 року дебютував у складі національної збірної Швеції з футболу, вийшовши на заміну в матчі проти Естонії.

## Титули і досягнення
- Володар Кубка Швеції (1):

Естерсунд: 2016-17
- Чемпіон Данії (1):

«Копенгаген»: 2018-19